# Palazzo di San Michele e San Giorgio
Il Palazzo di San Michele e San Giorgio (in greco Ανάκτορο των Αγίων Μιχαήλ και Γεωργίου?) è un edificio storico della città di Corfù nelle Isole Ionie. 

## Storia
Il palazzo venne costruito all'epoca del protettorato britannico nelle Isole Ionie, venendo commissionato durante il governo dell'Alto Commissario Thomas Maitland per servire da residenza dell'Alto Commissario stesso e da sede per il Senato Ionico. Progettato dall'ingegnere George Whitmore, venne costruito tra il 1819 e il 1824.
In seguito all’unione delle Isole Ionie con il Regno di Grecia nel 1864, il palazzo servì come residenza reale, venendo utilizzato occasionalmente fino al 1967 per cerimonie ufficiali durante i soggiorni dei reali di Grecia nella vicina Villa Mon Repos.

## Descrizione
L'edificio presenta uno stile neoclassico.